# 別列日尼齊亞 (卡盧什區)
48°57′49″N 24°23′1″E / 48.96361°N 24.38361°E

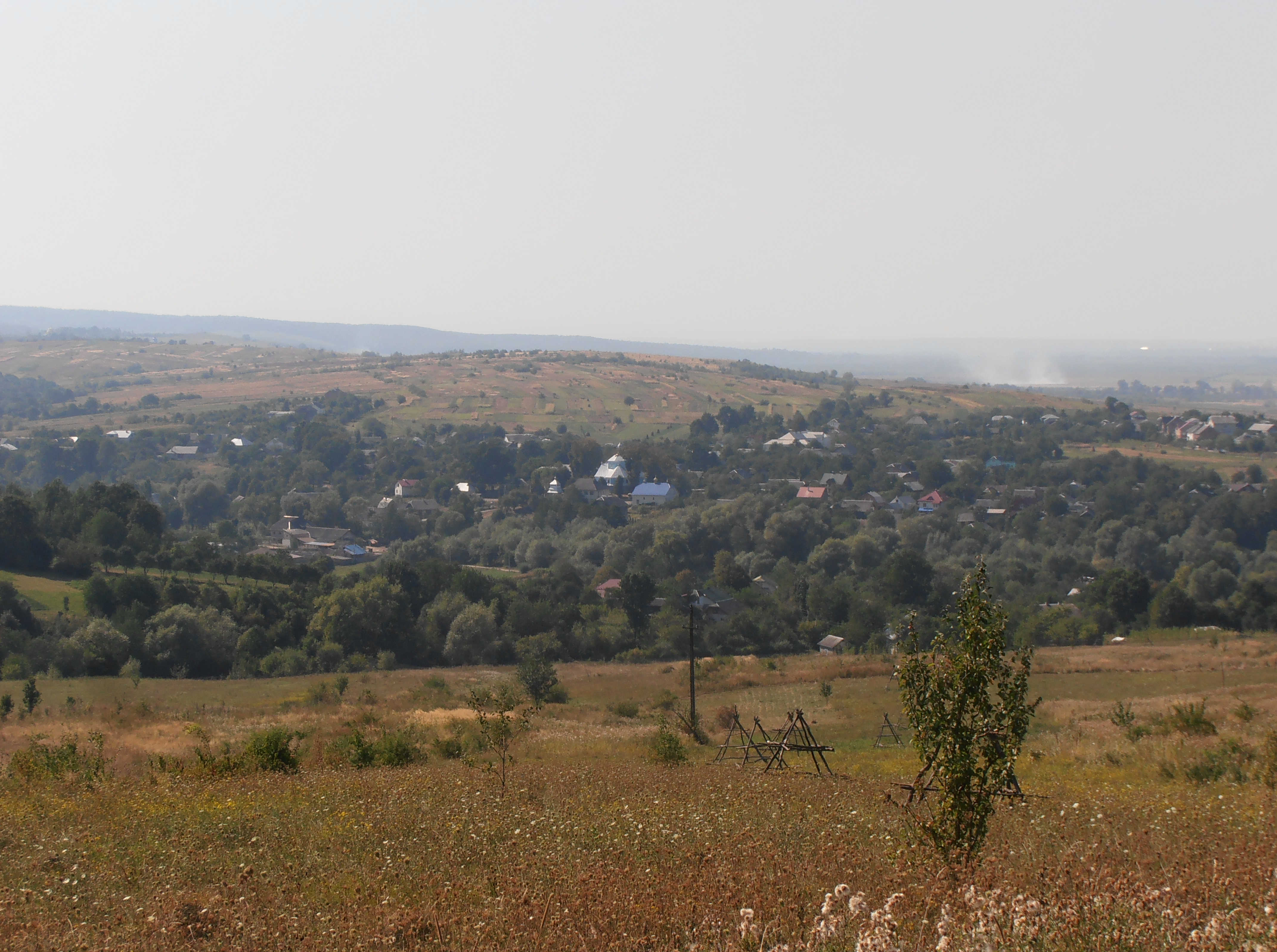

別列日尼齊亞（烏克蘭語：Бережниця），是烏克蘭的村落，位於該國西部伊萬諾-弗蘭科夫斯克州，由卡盧什區負責管轄，處於別列日尼齊亞河畔，始建於1460年，面積13.05平方公里，2001年人口1,220。